# Huawei P40
Huawei P40, Huawei P40 Pro, Huawei P40 Pro +, Huawei P40 Lite, Huawei P40 Lite E e Huawei P40 Lite 5G sono smartphone Android progettati e commercializzati da Huawei, seguono Huawei P30 nella serie P.

## Specifiche tecniche

### Hardware
Huawei P40 è dotato di un display da 6,1" con risoluzione 2340x1080 pixel. Il dispositivo è dotato di processore Huawei HiSilicon Kirin 990, 8 GB di memoria RAM e 128 GB di ROM. Con il Huawei P40 Pro il display, curvo ai lati su questo modello, aumenta la propria diagonale a 6,58, ottenendo così una risoluzione di 2640x1200, così come il processore che è un Kirin 990. Le memorie RAM e ROM sono rispettivamente da 8 e 256 GB. La batteria è da 3800 mAh su P40 e da 4200 su P40 Pro. Il Huawei P40 Pro differisce dagli altri con un display da 6,58", la memoria ROM da 512 GB.
Il modulo fotocamera è composto da tre lenti su P40, una 40 megapixel, una 40 megapixel ultra-wide angle ed una 12 megapixel con zoom ottico 3x. Il P40 Pro possiede una quarta fotocamera 3D Depth Sensing Camera, inoltre lo zoom ottico è un 5x, che in digitale arrivo fino a 100x. Entrambi i modelli hanno una camera frontale da 32 megapixel.
Huawei P40 Lite è la versione economica dello smartphone, monta infatti un processore Kirin 810, con 4/6 GB di RAM e 128 di ROM. Il display è un 6,4" da 2312x1080 pixel. La fotocamera principale è da 48 megapixel, la ultra- grandangolare da 8 megapixel, mentre la bokeh e la macro sono entrambe da 2 megapixel. Esiste anche una variante di questo modello, Huawei P40 Lite 5G, che sfrutta la connessione 5G.
Huawei P40 E è la versione più economica della serie P, monta infatti su un processore Kirin 710F,con 4 GB di RAM e 64 GB di ROM, lo schermo è da 6,39" da 1560x720 pixel e le camere, tre su questo modello, sono rispettivamente da 48, 8 e 2 megapixel.

### Software
Tutte le varianti del Huawei P40, a esclusione del P40 Lite e del P40 Lite E sono state commercializzate con EMUI 10.1 (Basato su Android 10. Il Huawei P40 Lite ha invece EMUI 12.0.0.370, mentre il Huawei P40 Lite E, EMUI 9.1 basato su Android 10.